# Martino Carollo
Martino Carollo (* 19. Juni 2003) ist ein italienischer Skilangläufer.

## Werdegang
Carollo, der für den G.S. Fiamme Oro startet, nahm von 2019 bis 2023 an U18 und U20-Rennen im Alpencup teil und gewann dabei in der Saison 2022/23 die U20-Gesamtwertung. Zudem wurde er im Jahr 2023 italienischer Juniorenmeister im Sprint und lief bei den Junioren-Skiweltmeisterschaften 2023 in Whistler auf den 20. Platz im Sprint und jeweils auf den 15. Rang über 10 km Freistil sowie im 20-km-Massenstartrennen. Zu Beginn der Saison 2023/24 nahm er in St. Ulrich am Pillersee erstmals am Alpencup teil und gewann dabei im Sprint. Im weiteren Saisonverlauf kam er im Alpencup dreimal auf den zweiten sowie einmal auf den dritten Platz und errang damit den vierten Platz in der Gesamtwertung. Zudem nahm er bei der Tour de Ski 2023/24 erstmals am Skilanglauf-Weltcup teil und holte dabei seine ersten Weltcuppunkte. Bei den U23-Weltmeisterschaften 2024 in Planica belegte er den 14. Platz über 10 km klassisch und jeweils den sechsten Rang im 20-km-Massenstartrennen sowie mit der Staffel. Nach zwei zweiten Plätzen und einen ersten Platz beim Alpencup in Schlinig zu Beginn der Saison 2024/25, kam er beim Weltcup in Davos mit dem 21. Platz im Sprint erneut in die Punkteränge.

## Siege bei Continental-Cup-Rennen
| Nr. | Datum             | Ort                     | Disziplin       | Serie    |
| --- | ----------------- | ----------------------- | --------------- | -------- |
| 1.  | 21. Dezember 2023 | St. Ulrich am Pillersee | Sprint Freistil | Alpencup |
| 2.  | 7. Dezember 2024  | Schlinig                | 10 km klassisch | Alpencup |